# Song Yu
Song Yu (idioma chino: 宋玉, pinyin:  Sòng Yù, Wade-Giles:Sung Yü) poeta chino del siglo III a. C. del Estado de Chu. Comúnmente se ha dicho que era sobrino de Qu Yuan, pero ninguna información biográfica fiable está disponible (también se dice que fue estudiante de Qu Yuan). Se le atribuyen varios poemas del Chu Ci.

## Biografía
Nació en una familia pobre y ocupó varios cargos como el de asistente de letras en la corte, pero nunca consiguió su ambición. Tras la muerte de Qu Yuan, se convirtió en el más importante escritor del cifu (una forma literaria, sentimental o composición descriptiva, a menudo rimada, especialmente durante la Dinastía Han y el Reino de Wei).